# Lestkov
Lestkov (en allemand : Leskau) est une commune du district de Tachov, dans la région de Plzeň, en République tchèque. Sa population s'élevait à 376 habitants en 2022.

## Géographie
Lestkov se trouve à 16 km au sud-est de Mariánské Lázně, à 20 km au nord-est de Tachov, à 40 km au nord-ouest de Plzeň et à 115 km à l'ouest-sud-ouest de Prague.
La commune est limitée par Teplá au nord, par Bezdružice et Kokašice à l'est, par Olbramov au sud, par Planá à l'ouest et par Chodová Planá au nord-ouest.

## Histoire
La première mention écrite de la localité date de 1257.

## Administration
La commune se compose de six sections :
- Lestkov ;
- Domaslav ;
- Hanov ;
- Stan ;
- Vrbice u Bezdružic ;
- Vysoké Jamné.

## Galerie

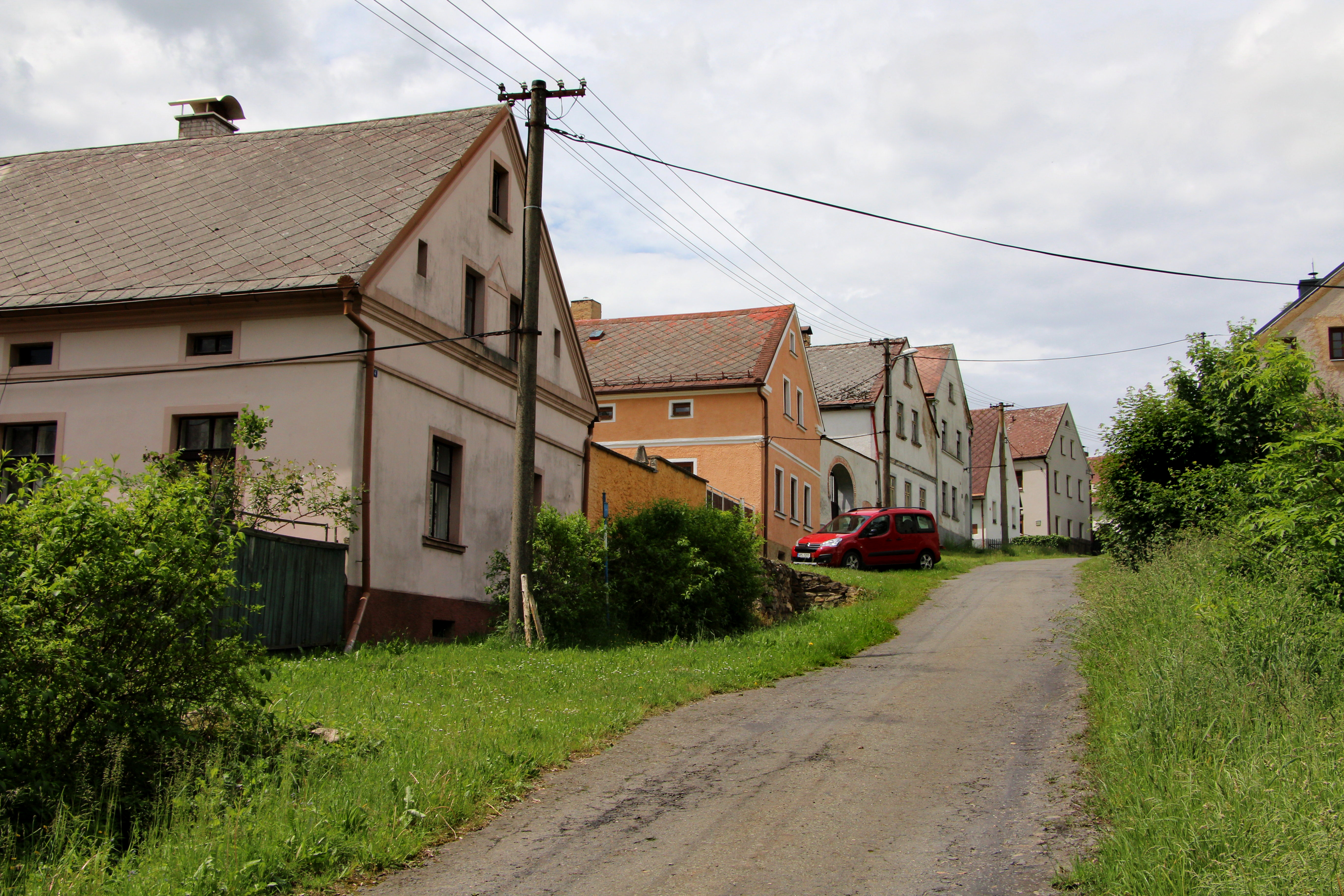
Rue à Hanov.
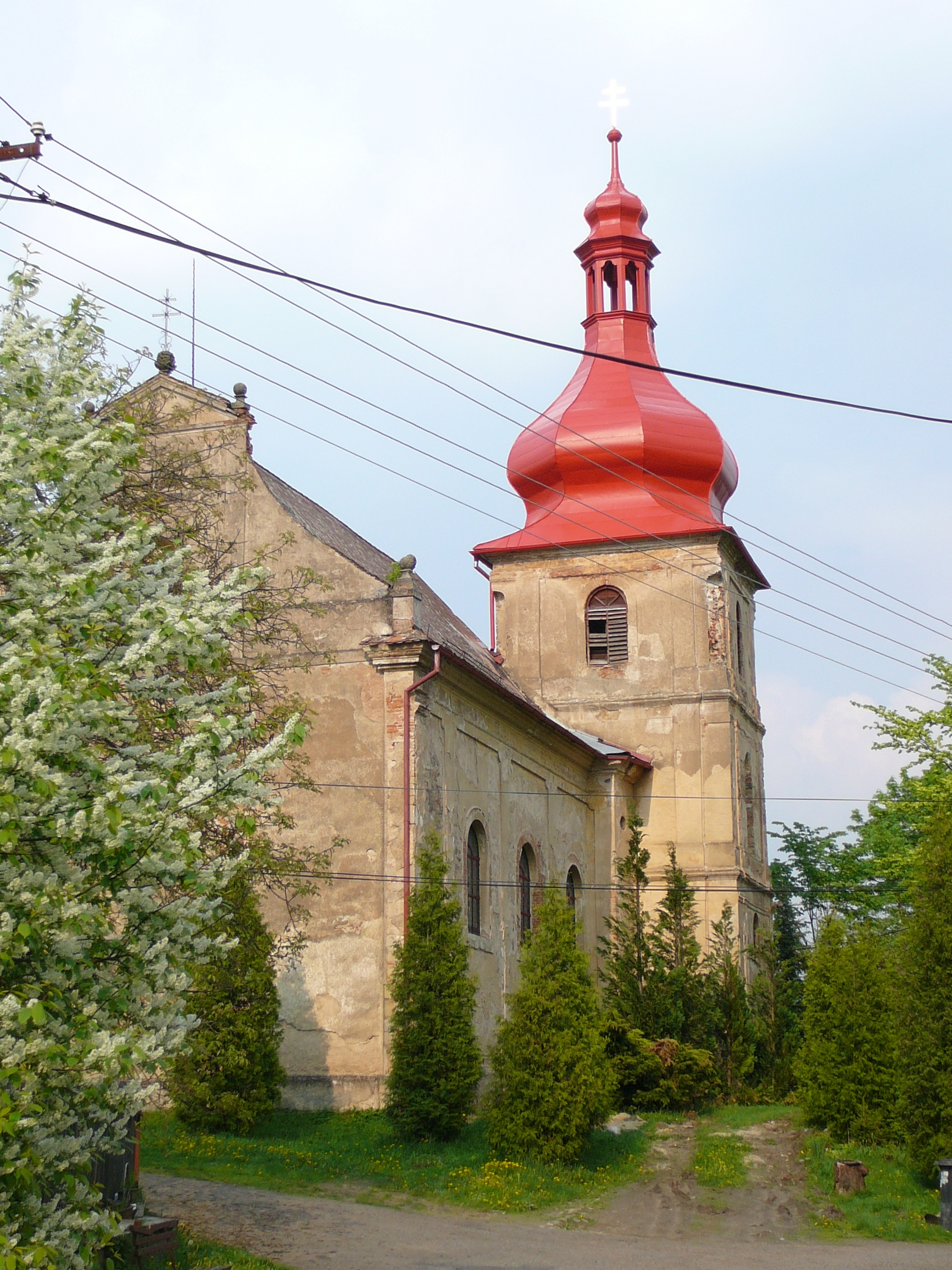
Domaslav : église.

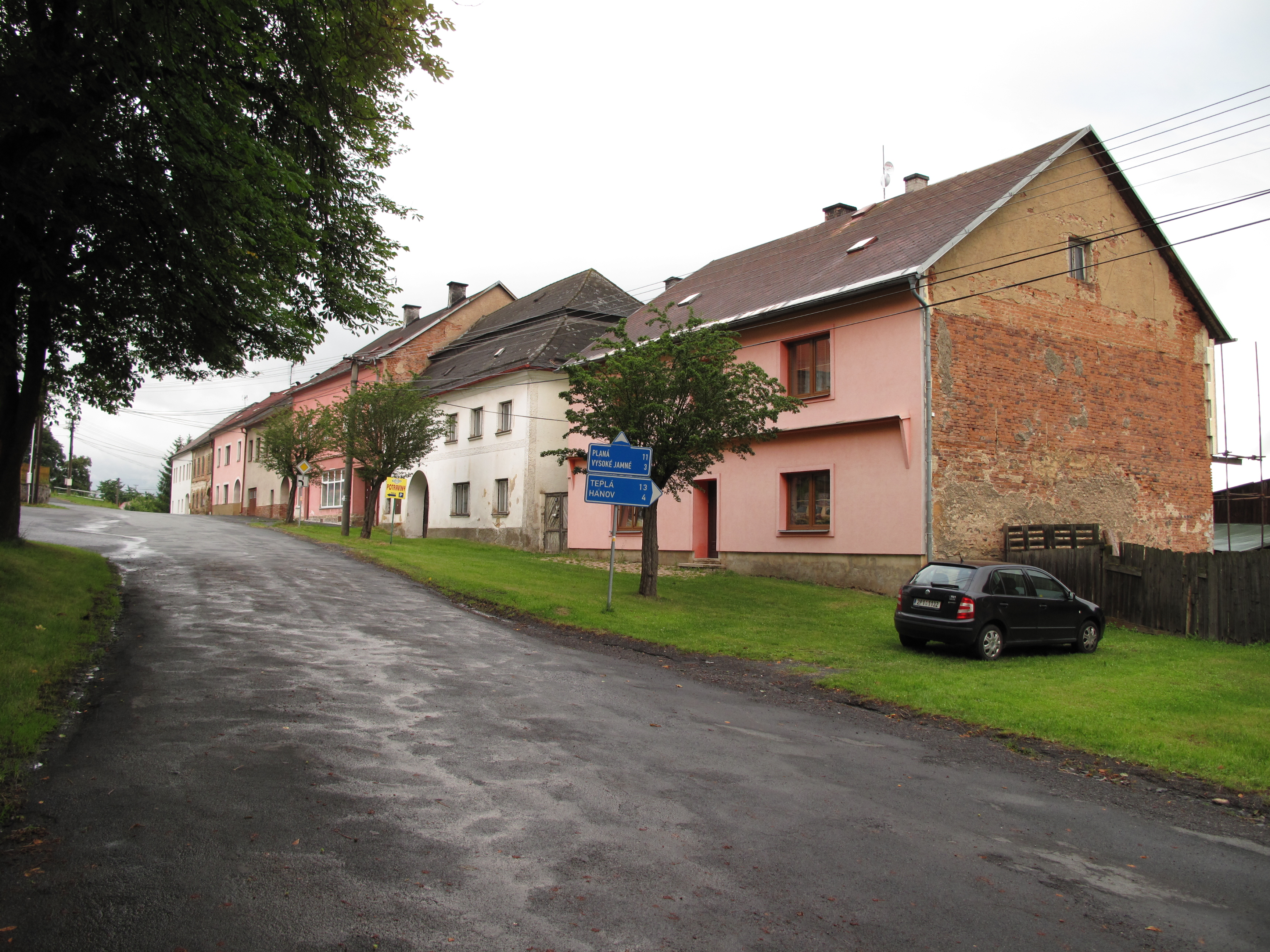
Rue de Lestkov.
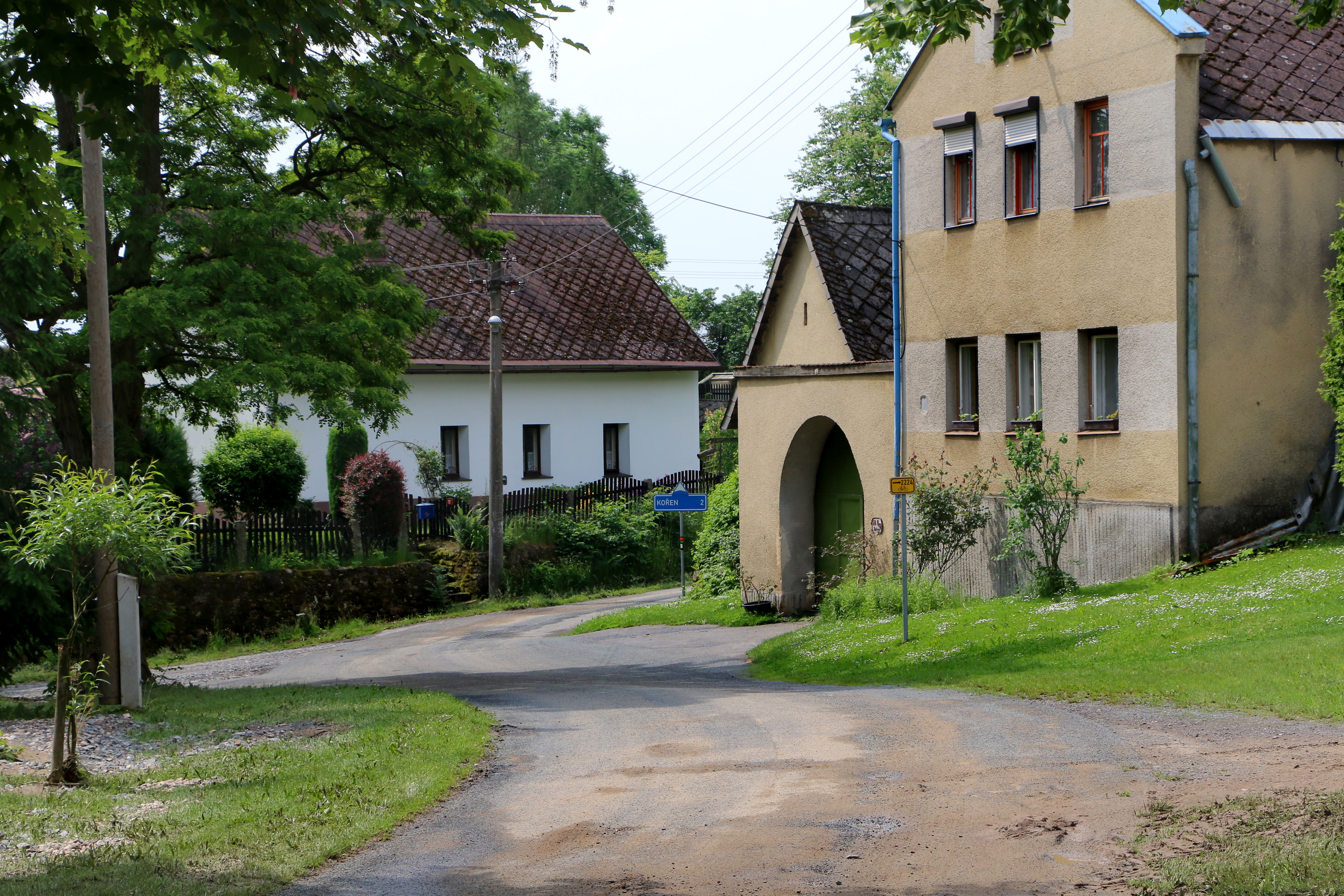
Stan : route de Kořen.

## Transports
Par la route, Lestkov se trouve à 12 km de Planá, à 25 km de Tachov, à 56 km de Plzeň et à 142 km de Prague.